# Euchlanis triquetra
Euchlanis triquetra är en hjuldjursart som beskrevs av Ehrenberg 1838. Euchlanis triquetra ingår i släktet Euchlanis och familjen Euchlanidae. Arten är reproducerande i Sverige. Inga underarter finns listade i Catalogue of Life.